# Friedrich Kirchhoff
Friedrich Kirchhoff fue un abogado de derecho en Königsberg que tenía un alto sentido del deber hacia el Estado prusiano.

## Vida
Se casó con Johanna Henriette Wittke, y entre otros, tuvieron a su hijo Gustav Robert Kirchhoff el 12 de marzo de 1824 en Berlín, el futuro físico prusiano. 
Su familia era parte de la floreciente comunidad intelectual de Königsberg, y Gustav, su hijo más capaz, fue criado con la creencia de que el servicio a Prusia era el único camino abierto para él.
En ese tiempo los profesores universitarios eran también funcionarios públicos, y Friedrich y Johanna creyeron para su hijo Gustav que ser un profesor universitario representaba la posición adecuada donde alguien con altas habilidades académicas podía servir a Prusia.